# Großsteingrab Daerstorf
Das Großsteingrab Daerstorf ist eine megalithische Grabanlage der jungsteinzeitlichen Trichterbecherkultur (TBK) bei Daerstorf, einem Ortsteil der Gemeinde Neu Wulmstorf im Landkreis Harburg, Niedersachsen. Es trägt die Sprockhoff-Nummer 669.

## Lage
Das Grab befindet sich 2,5 km südöstlich von Daerstorf im Staatsforst Rosengarten. Etwa 470 m südwestlich liegt, ebenfalls im Staatsforst, das Großsteingrab Elstorf.

## Beschreibung
Die Anlage besteht aus einem ungefähr ost-westlich orientierten Langhügel mit einer Länge von 55 m, einer Breite von 10 m und einer Höhe von 1,2 m. Im östlichen Teil befindet sich eine Vertiefung. An dieser Stelle führte Willi Wegewitz 1950 eine Ausgrabung durch und stieß auf die Reste der Grabkammer. Er fand einen gepflasterten Kammerboden sowie die Standspuren von drei Wandsteinen der nördlichen Langseite und des Abschlusssteins der östlichen Schmalseite. Einen knappen Meter südlich von seiner ursprünglichen Position lag ein Wandstein der Südseite. Die Grabkammer hatte eine  Länge von 4,2 m und eine Breite von 1,8 m.